# The Sick Kitten
The Sick Kitten er en britisk stumfilm fra 1903 af George Albert Smith.